# Apamoeridops grandidieri
Apamoeridops grandidieri is een insect uit de familie van de vlinderhaften (Ascalaphidae), die tot de orde netvleugeligen (Neuroptera) behoort. 
Apamoeridops grandidieri is voor het eerst wetenschappelijk beschreven door Van der Weele in 1909.